# Komisije za istinu i pomirenje
Die Komisije za istinu i pomirenje (Kommission für Wahrheit und Versöhnung) war eine Wahrheitskommission in der Bundesrepublik Jugoslawien, die in den Jahren 2002/2003 existierte.
Der damalige Präsident der BR Jugoslawien, Vojislav Koštunica, verfügte im März 2001 die Einrichtung einer Wahrheitskommission, die die sozialen, interethnischen und politischen Konflikte, die zum Krieg geführt haben, untersuchen sollte. Die Idee zur Einrichtung einer solchen Kommission nach südafrikanischem Vorbild stammte vom damaligen Außenminister Goran Svilanović.
Als Mitglieder der Kommission ernannte Koštunica Radovan Bigović, Mirjana Vasović, Tibor Varadi, Svetlana Velmar-Janković, Mihailo Vojvodić, Đorđić Vuković, Bischof Sava Vuković, Vojin Dimitrijević, Ljubodrag Dimić, Slavoljub Đukić, Aleksandar Lojpur, Bosko Mijatović, Radmila Nakarada, Predrag Palavestra, Latinka Perović, Zoran Stanković, Svetozar Stojanović, Darko Tanasković und Sulejman Hrnjica.
Vojin Dimitrijević trat in der ersten Sitzung der Kommission am 17. April 2001 zurück, da er mit der Aufgabenstellung der Kommission unzufrieden war. Auch Latinka Perović verließ die Kommission. In der Folgezeit wurde die Aufgabenstellung genauer definiert: durch Untersuchung von Menschenrechtsverletzungen und Kriegsverbrechen sollte die Versöhnung sowohl innerhalb des Landes als auch mit den anderen Nachfolgestaaten der SFR Jugoslawien gefördert werden.
Nach dem Rücktritt von Tibor Varadi und dem Tod von Bischof Sava ernannte Koštunica im November 2002 neun weitere Mitglieder: Mira Beham, Đorđe Vukadinović, Miomir Dasić, Mustafa Jusufspahić, Andrija Kopilović, Emir Kusturica, Ljubiša Lazarević, Slobodan Reljić und Ljiljana Smajlović.
Diskussionen über die genauen Ziele der Kommission führten zum Streit innerhalb der Kommission, da ein Teil der Mitglieder konkrete Verbrechen untersuchen wollte, ein anderer Teil hingegen die historischen Vorgänge, die zum Kriegsausbruch geführt hatten. Im Jahr 2003 stellte die Kommission ihre Tätigkeit ein, noch bevor sie ihre eigentliche Arbeit hätte aufnehmen können.